# Kibungo (vattendrag)
Kibungo är ett vattendrag i Burundi.   Det ligger i provinsen Cankuzo, i den nordöstra delen av landet, 140 kilometer öster om huvudstaden Bujumbura.
I omgivningarna runt Kibungo växer huvudsakligen savannskog. Runt Kibungo är det ganska tätbefolkat, med 60 invånare per kvadratkilometer.